# Intertoto-Cup 1970
Der 4. Intertoto-Cup wurde im Jahr 1970 ausgespielt. Das Turnier wurde mit 52 Mannschaften ausgerichtet.

## Gruppenphase

### Gruppe A1
| Pl. | Verein               | Sp. | S | U | N | Tore    | Diff. | Punkte |
| --- | -------------------- | --- | - | - | - | ------- | ----- | ------ |
| 1.  | ŠK Slovan Bratislava | 6   | 4 | 2 | 0 | 011:500 | +6    | 10:20  |
| 2.  | Borussia Dortmund    | 6   | 3 | 0 | 3 | 012:100 | +2    | 06:60  |
| 3.  | Standard Lüttich     | 6   | 1 | 2 | 3 | 010:130 | −3    | 04:80  |
| 4.  | Malmö FF             | 6   | 1 | 2 | 3 | 009:140 | −5    | 04:80  |

|                      | Tschechoslowakei | Deutschland Bundesrepublik | Belgien | Schweden |
| -------------------- | ---------------- | -------------------------- | ------- | -------- |
| ŠK Slovan Bratislava |                  | 2:1                        | 3:1     | 0:0      |
| Borussia Dortmund    | 0:2              |                            | 2:1     | 4:2      |
| Standard Lüttich     | 2:2              | 3:0                        |         | 2:2      |
| Malmö FF             | 1:2              | 0:5                        | 4:1     |          |

### Gruppe A2
| Pl. | Verein         | Sp. | S | U | N | Tore    | Diff. | Punkte |
| --- | -------------- | --- | - | - | - | ------- | ----- | ------ |
| 1.  | Hamburger SV   | 6   | 4 | 2 | 0 | 009:400 | +5    | 10:20  |
| 2.  | ADO Den Haag   | 6   | 4 | 1 | 1 | 012:500 | +7    | 09:30  |
| 3.  | IFK Göteborg   | 6   | 0 | 3 | 3 | 011:190 | −8    | 03:90  |
| 4.  | RSC Anderlecht | 6   | 0 | 2 | 4 | 010:140 | −4    | 02:10  |

|                | Deutschland Bundesrepublik | Niederlande | Schweden | Belgien |
| -------------- | -------------------------- | ----------- | -------- | ------- |
| Hamburger SV   |                            | 2:0         | 1:0      | 1:0     |
| ADO Den Haag   | 0:0                        |             | 5:0      | 2:1     |
| IFK Göteborg   | 3:3                        | 1:3         |          | 5:5     |
| RSC Anderlecht | 1:2                        | 1:2         | 2:2      |         |

### Gruppe A3
| Pl. | Verein             | Sp. | S | U | N | Tore    | Diff. | Punkte |
| --- | ------------------ | --- | - | - | - | ------- | ----- | ------ |
| 1.  | Sklo Union Teplice | 6   | 4 | 1 | 1 | 019:900 | +10   | 09:30  |
| 2.  | FC Twente Enschede | 6   | 2 | 3 | 1 | 013:120 | +1    | 07:50  |
| 3.  | Djurgårdens IF     | 6   | 1 | 2 | 3 | 008:130 | −5    | 04:80  |
| 4.  | Hannover 96        | 6   | 0 | 4 | 2 | 008:140 | −6    | 04:80  |

|                    | Tschechoslowakei | Niederlande | Schweden | Deutschland Bundesrepublik |
| ------------------ | ---------------- | ----------- | -------- | -------------------------- |
| Sklo Union Teplice |                  | 6:2         | 3:1      | 6:1                        |
| FC Twente Enschede | 2:0              |             | 4:1      | 1:1                        |
| Djurgårdens IF     | 1:2              | 2:2         |          | 2:1                        |
| Hannover 96        | 2:2              | 2:2         | 1:1      |                            |

### Gruppe A4
| Pl. | Verein         | Sp. | S | U | N | Tore    | Diff. | Punkte |
| --- | -------------- | --- | - | - | - | ------- | ----- | ------ |
| 1.  | MVV Maastricht | 6   | 4 | 2 | 0 | 015:800 | +7    | 10:20  |
| 2.  | ZVL Žilina     | 6   | 3 | 1 | 2 | 016:900 | +7    | 07:50  |
| 3.  | Örebro SK      | 6   | 2 | 2 | 2 | 004:900 | −5    | 06:60  |
| 4.  | KSV Waregem    | 6   | 0 | 1 | 5 | 002:110 | −9    | 01:11  |

|                | Niederlande | Tschechoslowakei | Schweden | Belgien |
| -------------- | ----------- | ---------------- | -------- | ------- |
| MVV Maastricht |             | 4:3              | 4:0      | 1:0     |
| ZVL Žilina     | 3:3         |                  | 4:0      | 3:1     |
| Örebro SK      | 1:1         | 1:0              |          | 0:0     |
| KSV Waregem    | 1:2         | 0:3              | 0:2      |         |

### Gruppe A5
| Pl. | Verein                     | Sp. | S | U | N | Tore    | Diff. | Punkte |
| --- | -------------------------- | --- | - | - | - | ------- | ----- | ------ |
| 1.  | VSS Košice                 | 6   | 4 | 1 | 1 | 012:300 | +9    | 09:30  |
| 2.  | Åtvidabergs FF             | 6   | 4 | 1 | 1 | 006:400 | +2    | 09:30  |
| 3.  | MSV Duisburg               | 6   | 1 | 2 | 3 | 003:800 | −5    | 04:80  |
| 4.  | Scheveningen Holland Sport | 6   | 1 | 0 | 5 | 006:120 | −6    | 02:10  |

|                            | Tschechoslowakei | Schweden | Deutschland Bundesrepublik | Niederlande |
| -------------------------- | ---------------- | -------- | -------------------------- | ----------- |
| VSS Košice                 |                  | 2:0      | 3:0                        | 4:1         |
| Åtvidabergs FF             | 1:0              |          | 0:0                        | 2:1         |
| MSV Duisburg               | 1:1              | 0:1      |                            | 2:1         |
| Scheveningen Holland Sport | 0:2              | 1:2      | 2:0                        |             |

### Gruppe B1
| Pl. | Verein                  | Sp. | S | U | N | Tore    | Diff. | Punkte |
| --- | ----------------------- | --- | - | - | - | ------- | ----- | ------ |
| 1.  | Eintracht Braunschweig  | 6   | 4 | 2 | 0 | 014:400 | +10   | 10:20  |
| 2.  | Grasshopper Club Zürich | 6   | 3 | 1 | 2 | 008:100 | −2    | 07:50  |
| 3.  | IFK Norrköping          | 6   | 1 | 2 | 3 | 009:900 | ±0    | 04:80  |
| 4.  | Wiener Sport-Club       | 6   | 1 | 1 | 4 | 005:130 | −8    | 03:90  |

|                         | Deutschland Bundesrepublik | Schweiz | Schweden | Osterreich |
| ----------------------- | -------------------------- | ------- | -------- | ---------- |
| Eintracht Braunschweig  |                            | 2:0     | 1:0      | 3:0        |
| Grasshopper Club Zürich | 1:5                        |         | 2:1      | 1:0        |
| IFK Norrköping          | 2:2                        | 1:1     |          | 3:0        |
| Wiener Sport-Club       | 1:1                        | 1:3     | 3:2      |            |

### Gruppe B2
| Pl. | Verein               | Sp. | S | U | N | Tore    | Diff. | Punkte |
| --- | -------------------- | --- | - | - | - | ------- | ----- | ------ |
| 1.  | Slavia Prag          | 6   | 5 | 1 | 0 | 016:700 | +9    | 11:10  |
| 2.  | First Vienna FC 1894 | 6   | 2 | 2 | 2 | 012:900 | +3    | 06:60  |
| 3.  | GAIS Göteborg        | 6   | 1 | 2 | 3 | 007:130 | −6    | 04:80  |
| 4.  | FC Servette Genf     | 6   | 1 | 1 | 4 | 005:110 | −6    | 03:90  |

|                      | Tschechoslowakei | Osterreich | Schweden | Schweiz |
| -------------------- | ---------------- | ---------- | -------- | ------- |
| Slavia Prag          |                  | 1:1        | 4:0      | 1:0     |
| First Vienna FC 1894 | 2:3              |            | 3:3      | 4:1     |
| GAIS Göteborg        | 2:3              | 0:2        |          | 1:0     |
| FC Servette Genf     | 2:4              | 1:0        | 1:1      |         |

### Gruppe B3
| Pl. | Verein              | Sp. | S | U | N | Tore    | Diff. | Punkte |
| --- | ------------------- | --- | - | - | - | ------- | ----- | ------ |
| 1.  | Olympique Marseille | 6   | 3 | 2 | 1 | 017:800 | +9    | 08:40  |
| 2.  | Zagłębie Sosnowiec  | 6   | 3 | 1 | 2 | 011:100 | +1    | 07:50  |
| 3.  | AIK Solna           | 6   | 1 | 3 | 2 | 010:140 | −4    | 05:70  |
| 4.  | Lausanne-Sports     | 6   | 0 | 4 | 2 | 005:110 | −6    | 04:80  |

|                     | Frankreich | Polen 1944 | Schweden | Schweiz |
| ------------------- | ---------- | ---------- | -------- | ------- |
| Olympique Marseille |            | 3:1        | 6:2      | 4:0     |
| Zagłębie Sosnowiec  | 3:2        |            | 2:1      | 3:1     |
| AIK Solna           | 2:2        | 2:1        |          | 1:1     |
| Lausanne-Sports     | 0:0        | 1:1        | 2:2      |         |

### Gruppe B4
| Pl. | Verein        | Sp. | S | U | N | Tore    | Diff. | Punkte |
| --- | ------------- | --- | - | - | - | ------- | ----- | ------ |
| 1.  | Östers IF     | 6   | 4 | 0 | 2 | 016:800 | +8    | 08:40  |
| 2.  | Werder Bremen | 6   | 2 | 4 | 0 | 011:900 | +2    | 08:40  |
| 3.  | KSK Beveren   | 6   | 1 | 3 | 2 | 009:110 | −2    | 05:70  |
| 4.  | LASK Linz     | 6   | 0 | 3 | 3 | 010:180 | −8    | 03:90  |

|               | Schweden | Deutschland Bundesrepublik | Belgien | Osterreich |
| ------------- | -------- | -------------------------- | ------- | ---------- |
| Östers IF     |          | 1:2                        | 1:0     | 4:1        |
| Werder Bremen | 2:1      |                            | 0:0     | 1:1        |
| KSK Beveren   | 2:5      | 2:2                        |         | 4:2        |
| LASK Linz     | 1:4      | 4:4                        | 1:1     |            |

### Gruppe B5
| Pl. | Verein        | Sp. | S | U | N | Tore    | Diff. | Punkte |
| --- | ------------- | --- | - | - | - | ------- | ----- | ------ |
| 1.  | Wisła Krakau  | 6   | 5 | 0 | 1 | 011:300 | +8    | 10:20  |
| 2.  | Hvidovre IF   | 6   | 3 | 1 | 2 | 011:600 | +5    | 07:50  |
| 3.  | FC Utrecht    | 6   | 3 | 0 | 3 | 012:100 | +2    | 06:60  |
| 4.  | FC Winterthur | 6   | 0 | 1 | 5 | 008:230 | −15   | 01:11  |

|               | Polen 1944 | Danemark | Niederlande | Schweiz |
| ------------- | ---------- | -------- | ----------- | ------- |
| Wisła Krakau  |            | 1:0      | 1:0         | 5:1     |
| Hvidovre IF   | 0:1        |          | 2:1         | 5:1     |
| FC Utrecht    | 1:0        | 1:3      |             | 4:3     |
| FC Winterthur | 1:3        | 1:1      | 1:5         |         |

### Gruppe B6
| Pl. | Verein               | Sp. | S | U | N | Tore    | Diff. | Punkte |
| --- | -------------------- | --- | - | - | - | ------- | ----- | ------ |
| 1.  | SV Austria Salzburg  | 6   | 3 | 1 | 2 | 011:600 | +5    | 07:50  |
| 2.  | 1. FC Kaiserslautern | 6   | 3 | 1 | 2 | 007:300 | +4    | 07:50  |
| 3.  | 1. FC Tatran Prešov  | 6   | 3 | 1 | 2 | 005:700 | −2    | 07:50  |
| 4.  | Kjøbenhavns Boldklub | 6   | 1 | 1 | 4 | 004:110 | −7    | 03:90  |

|                      | Osterreich | Deutschland Bundesrepublik | Tschechoslowakei | Danemark |
| -------------------- | ---------- | -------------------------- | ---------------- | -------- |
| SV Austria Salzburg  |            | 1:2                        | 2:1              | 6:1      |
| 1. FC Kaiserslautern | 0:1        |                            | 4:0              | 0:1      |
| 1. FC Tatran Prešov  | 1:0        | 0:0                        |                  | 2:1      |
| Kjøbenhavns Boldklub | 1:1        | 0:1                        | 0:1              |          |

### Gruppe B7
| Pl. | Verein                | Sp. | S | U | N | Tore    | Diff. | Punkte |
| --- | --------------------- | --- | - | - | - | ------- | ----- | ------ |
| 1.  | TJ Baník Ostrava OKD  | 6   | 5 | 1 | 0 | 010:200 | +8    | 11:10  |
| 2.  | Gwardia Warschau      | 6   | 3 | 2 | 1 | 017:500 | +12   | 08:40  |
| 3.  | WSG Swarovski Wattens | 6   | 2 | 0 | 4 | 009:150 | −6    | 04:80  |
| 4.  | Aalborg BK            | 6   | 0 | 1 | 5 | 007:210 | −14   | 01:11  |

|                       | Tschechoslowakei | Polen 1944 | Osterreich | Danemark |
| --------------------- | ---------------- | ---------- | ---------- | -------- |
| TJ Baník Ostrava OKD  |                  | 1:0        | 1:0        | 3:0      |
| Gwardia Warschau      | 1:1              |            | 3:0        | 7:1      |
| WSG Swarovski Wattens | 0:2              | 1:5        |            | 5:2      |
| Aalborg BK            | 1:2              | 1:1        | 2:3        |          |

### Gruppe B8
| Pl. | Verein           | Sp. | S | U | N | Tore    | Diff. | Punkte |
| --- | ---------------- | --- | - | - | - | ------- | ----- | ------ |
| 1.  | Polonia Bytom    | 6   | 3 | 3 | 0 | 011:800 | +3    | 09:30  |
| 2.  | Wacker Innsbruck | 6   | 3 | 1 | 2 | 014:600 | +8    | 07:50  |
| 3.  | Rot-Weiss Essen  | 6   | 2 | 1 | 3 | 016:120 | +4    | 05:70  |
| 4.  | AC Horsens       | 6   | 0 | 3 | 3 | 003:180 | −15   | 03:90  |

|                  | Polen 1944 | Osterreich | Deutschland Bundesrepublik | Danemark |
| ---------------- | ---------- | ---------- | -------------------------- | -------- |
| Polonia Bytom    |            | 1:0        | 3:2                        | 2:2      |
| Wacker Innsbruck | 2:3        |            | 4:1                        | 4:0      |
| Rot-Weiss Essen  | 1:1        | 1:4        |                            | 6:0      |
| AC Horsens       | 1:1        | 0:0        | 0:5                        |          |

## Intertoto-Cup Sieger 1970
- ŠK Slovan Bratislava
- Hamburger SV
- Sklo Union Teplice
- MVV Maastricht
- VSS Košice
- Eintracht Braunschweig
- Slavia Prag
- Olympique Marseille
- Östers IF
- Wisła Krakau
- SV Austria Salzburg
- TJ Baník Ostrava OKD
- Polonia Bytom